# Монтауро
Монтауро (итал. Montauro) — коммуна в Италии, располагается в регионе Калабрия, подчиняется административному центру Катандзаро.
Население составляет 1322 человека, плотность населения составляет 114,6 чел./км². Занимает площадь 11 км². Почтовый индекс — 88060. Телефонный код — 0967.
Покровителем коммуны почитается святой великомученик Пантелеймон, празднование 27 июля, 5 февраля.